# Fabomyia arbuscula
Fabomyia arbuscula är en tvåvingeart som beskrevs av Fedotova 1993. Fabomyia arbuscula ingår i släktet Fabomyia och familjen gallmyggor.
Artens utbredningsområde är Kazakstan. Inga underarter finns listade i Catalogue of Life.